# Neolophonotus crenulatus
Neolophonotus crenulatus là một loài ruồi trong họ Asilidae. Neolophonotus crenulatus được Londt miêu tả năm 1985. Loài này phân bố ở vùng nhiệt đới châu Phi.